# Tetration
Tetration er en aritmetisk operator, som betegner gentagende potenser. Tetration noteres ligesom potens med "eksponenten" men i venstre side (ba). F.eks. er 32=2(22)=24=16.
Tetration er den 4. hyperoperator. Den 5. hyperoperator (gentagende tetration) er pentation.